# Robert Grdović
Robert Grdović (Sindelfingen, 23. veljače 1974.), hrvatski bivši malonogometaš i današnji malonogometni trener. Igrao za hrvatsku malonogometnu reprezentaciju. Nastupio na europskim prvenstvima 1999. u Španjolskoj (1 pogodak), svjetskom prvenstvu 2000. u Guatemali (5 pogodaka) te svjetskom prvenstvu 2001. u Rusiji (2 pogotka). Nastupio u kvalifikacijama za EP 2003., SP 2004., EP 2005., 2007. i SP 2008. godine. Prvu utakmicu za reprezentaciju odigrao je protiv Češke 29. rujna 1998., a zadnju protiv Italije 16. travnja 2008. godine. Ukupno je odigrao za hrvatsku reprezentaciju 56 utakmica i postigao 40 golova. U igračku mirovinu otišao je 2011. godine.
Suradnjom Hrvatskog i Turkmenistanskog nogometnog saveza došlo je do uspostave suradnje Roberta Grdovića i Turkmenistanskoga nogometnog saveza. 21. ožujka 2019. objavljeno je da je dogovoreno da će Ante Miše preuzeti turkmenistanski A sastav, a Robert Grdović turkmenistansku reprezentaciju u futsalu.

## Vanjske poveznice
- Profil, Hrvatski nogometni savez
- Futsalplanet  Arhivirana inačica izvorne stranice od 24. rujna 2015. (Wayback Machine)